# Órgano de San Felipe Neri de Palma

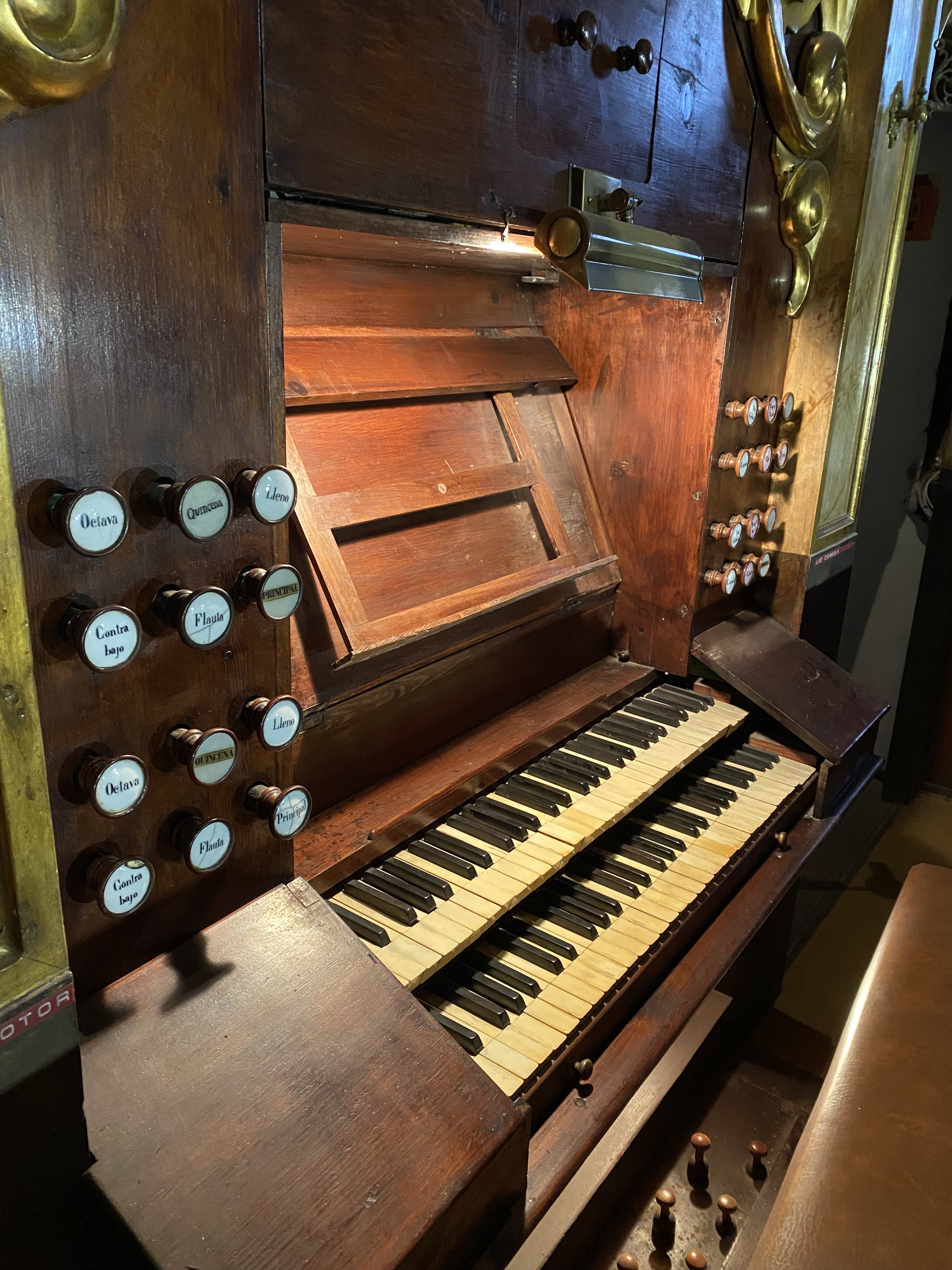
Órgano San Felipe Neri

El órgano de San Felipe Neri es un órgano que se encuentra en la Iglesia de San Felipe Neri, situada en la ciudad española de Palma de Mallorca, en Baleares. El órgano está situado sobre la capilla de la Virgen de Lourdes.

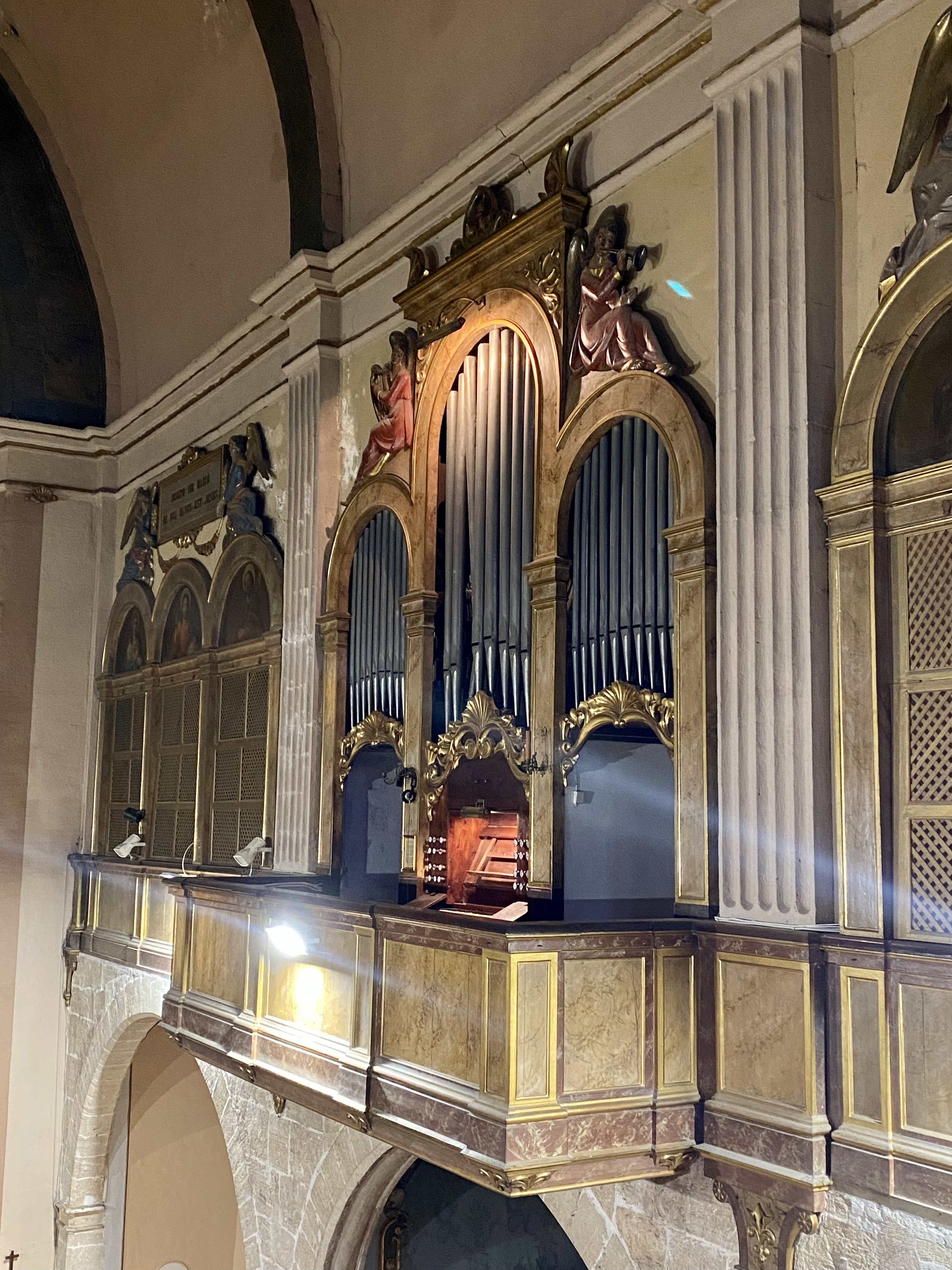
Vista del órgano desde el coro de la iglesia

## Historia
Antiguamente, la iglesia de San Felipe Neri fue un convento Trinitario cuyo nombre era el Santo Espíritu. No fue hasta la segunda mitad del XIX que este convento fue adquirido por la Congregación del Oratorio de San Felipe Neri.
La existencia del órgano de San Felipe Neri se remonta al año 1543, cuando se decidió renovar un viejo órgano que había en el templo y se firmó un contrato con el carpintero y maestro de órganos Cosme Janer para que llevase a cabo dicha tarea. La reforma costó cincuenta y cuatro libras mallorquinas . Asimismo, consta un escrito de Cosme Janer en respuesta a la propuesta de renovación del órgano que se le hizo escribió: Primo convenimos entre nosotros que yo, dicho Cosme Janer devolverá un órgano viejo que tenéis en vuestra casa y pondré aquél y lo dejaré muy bien afinado a juy de quien vos Rd. ministro querréis … será de plomo el tronaré de plomo…Más adelante me obligo yo, dicho Cosme Janer a mudar el salmero de dicho órgano siempre que el salmero viejo no sea bueno ni suficiente para volver a poner en dicho órgano. 
Al margen de esta información, no se tiene otra constancia de un órgano en esta iglesia hasta el 1846 en que el órgano, ya existente después de la exclaustración, fue vendido a la parroquia del pueblo de San Juan (Mallorca) . El organero Guillem Puig fue el encargado de realizar dicho traslado.
Fue entre los años 1876 y 1880 cuando el organero Julià Munar construyó el órgano actual bajo la dirección del ingeniero Josep Barceló Runggaldier . En febrero de 1878 y aún sin terminar, se estrenó el órgano con motivo de subir al solio pontificio, el Papa León XIII . El balcón donde se encuentra el órgano lo hizo el carpintero Bernat Matas y decoró la fachada su hermano Vicente Matas. Los gastos para la construcción del nuevo órgano supusieron un total de 32.453 reales y 74 céntimos. Se financió con limosnas de los Padres y demás simpatizantes de la Congregación. En 1912 se propuso la compra de un motor eléctrico destinado al movimiento de un aparato soplador para el órgano, que no se obtuvo hasta el año siguiente. El motor del órgano fue sustituido con motivo del reestreno del instrumento en 1990, a cargo de un grupo de jóvenes de la Capilla Oratoriana. El órgano fue afinado y puesto a punto por el organista Pere Reinés . Fue inaugurado el 14 de diciembre de 1990 con un concierto de la Capilla Oratoriana y por un conjunto de metales llamado “Palma Brass Quintet” con obras del compositor y musicólogo Xavier Carbonell.

## Descripción técnica[1]
El órgano de San Felipe Neri dispone de 2 teclados reversibles de cincuenta y cuatro notas (C-f''') y doce botones de Contras con ensamblaje permanente en el Primer Manual. Dispone de dos pedales para accionar el trémolo y el arca de ecos del oboe. También dispone de transpositor general. La disposición de los tiradores es la siguiente:
| Mano izquierda | Mano derecha |
| Contras        | Corneta      |
| Flautado       | Fagot y Oboe |
| Flauta         | Trompeta     |
| Octava         | Clarí        |
| Decimoquinta   | Eufon        |
| Plenos         | Voz Celeste  |